# Adala Maroc
Adala Maroc est le portail web sur lequel sont publiées la production législative marocaine et les versions consolidées des différents codes juridiques en vigueur dans le royaume.
Il a été réalisé par le ministère de la Justice dans le cadre du projet Meda, en collaboration avec l'Union européenne.